# Платонов, Михаил Михайлович (преступник)
Михаи́л Миха́йлович Плато́нов (1 февраля 1966, Южно-Сахалинск — 1 апреля 2012, Ростов-на-Дону) — российский криминальный авторитет, вор в законе, известный под прозвищем Платон. Входил в клан Деда Хасана. Потерял статус вора в законе после того как в уголовную среду оперативниками была запущена информация о службе Платонова в Советской армии, что по воровским понятиям недопустимо.

## Биография
Михаил Платонов родился 1 февраля 1966 года в Южно-Сахалинске.
Был известен в преступной среде по отфамильному прозвищу Платон. Бывший спортсмен, боксёр, кандидат в мастера спорта. Поддерживал прочные связи с одной из влиятельных ростовских криминальных группировок, возглавляемой бывшими боксёрами.
В 1992 году был осуждён ростовским судом на семь лет лишения свободы усиленного режима за мошенничество в форме финансовых махинаций с ценными бумагами. Вышел на свободу в августе 1996 года, после чего занялся коммерческой деятельностью.
31 августа 1999 года в качестве профилактической меры был задержан в Сочи вместе с вором в законе Грачонком.
30 января 2000 года Дед Хасан, один из наиболее влиятельных воров в законе на постсоветском и европейском пространстве, для укрепления своих позиций в Ростове-на-Дону и противостояния Эдику Красному инициировал воровскую сходку в ростовском ресторане «Голубое озеро» с целью коронования Платона. На сходке присутствовали воры Дед Хасан, Кирпич, Артюша, Дзуц, Белый, Грачонок, Башир, Дато. Против Платона категорически высказались Башир и Дато, остальные воры остались нейтральны, и Платон в этот раз не был коронован.
Однако Дед Хасан не отступился и спустя полгода, 18 июля 2000 года собрал в «Голубом озере» следующую воровскую сходку по тому же поводу, но с другим составом воров. На ней присутствовали Ремена, Грачонок, Белый, Гаго Ростовский и Дед Хасан. В результате Платон был коронован и стал вором в законе. Пухлый Армен Каневской, отсутствовавший на сходке, Платона не признал.
Коронация Платона была проплачена лидерами самого влиятельного на Дону преступного формирования «Волкова — Иванова», а Дед Хасан упрочил свое влияние в регионе и получил дополнительные источники дохода от нелегального бизнеса, крышуемого «волками». Законники считались с Платоном, но за глаза называли его «коммерческим вором». В октябре того же года Шакро Молодой собрал в Москве воровскую сходку, на которой высказался о том, что покупать звание «вор в законе» за деньги недопустимо, и привёл в качестве примера коронование Платона. Приглашённые на эту сходку Платон и принявшие его в свои ряды воры на неё не явились.
26 мая 2003 года был арестован в тот момент, когда находился на приёме у врача в Ростовском медицинском университете в связи с обострением прободной язвы кишечника. Был задержан по обвинению в незаконном хранении наркотиков и боеприпасов: в его машине BMW были обнаружены 0,48 граммов героина и боевая граната, в доме во время обыска — незарегистрированный газовый пистолет с патронами. Находился в следственном изоляторе УФСБ по Ростовской области. Защитой Платона занимался адвокат Алексей Дулимов, который одновременно осуществлял защиту полковника Буданова.

Михаил Платонов (верхний ряд, второй справа) в Советской армии. Эта фотография была распространена оперативниками для дискредитации Платона в уголовной среде

Через некоторое время после сходки с коронованием Платона ростовским оперативникам стало известно, что в 1984—1986 годах Михаил Платонов служил в Советской армии, что по воровским понятиям было несовместимо со статусом вора в законе. Более того, Платонов был отличником боевой и политической подготовки и демобилизовался из армии в звании сержанта. Для дискредитации Платонова его фотография в военной форме была распространена в уголовной среде. Пухлый Армен Каневской потребовал по этому поводу объяснений у Платона. Платон пытался заручиться поддержкой Деда Хасана, но тот ответил, что его судьбу должны решить воры. Платон потерял статус вора в законе и утратил в преступной среде всякий авторитет. Последние годы он занимался на ростовском вокзале махинациями с билетами, за что получил тюремный срок за мошенничество.

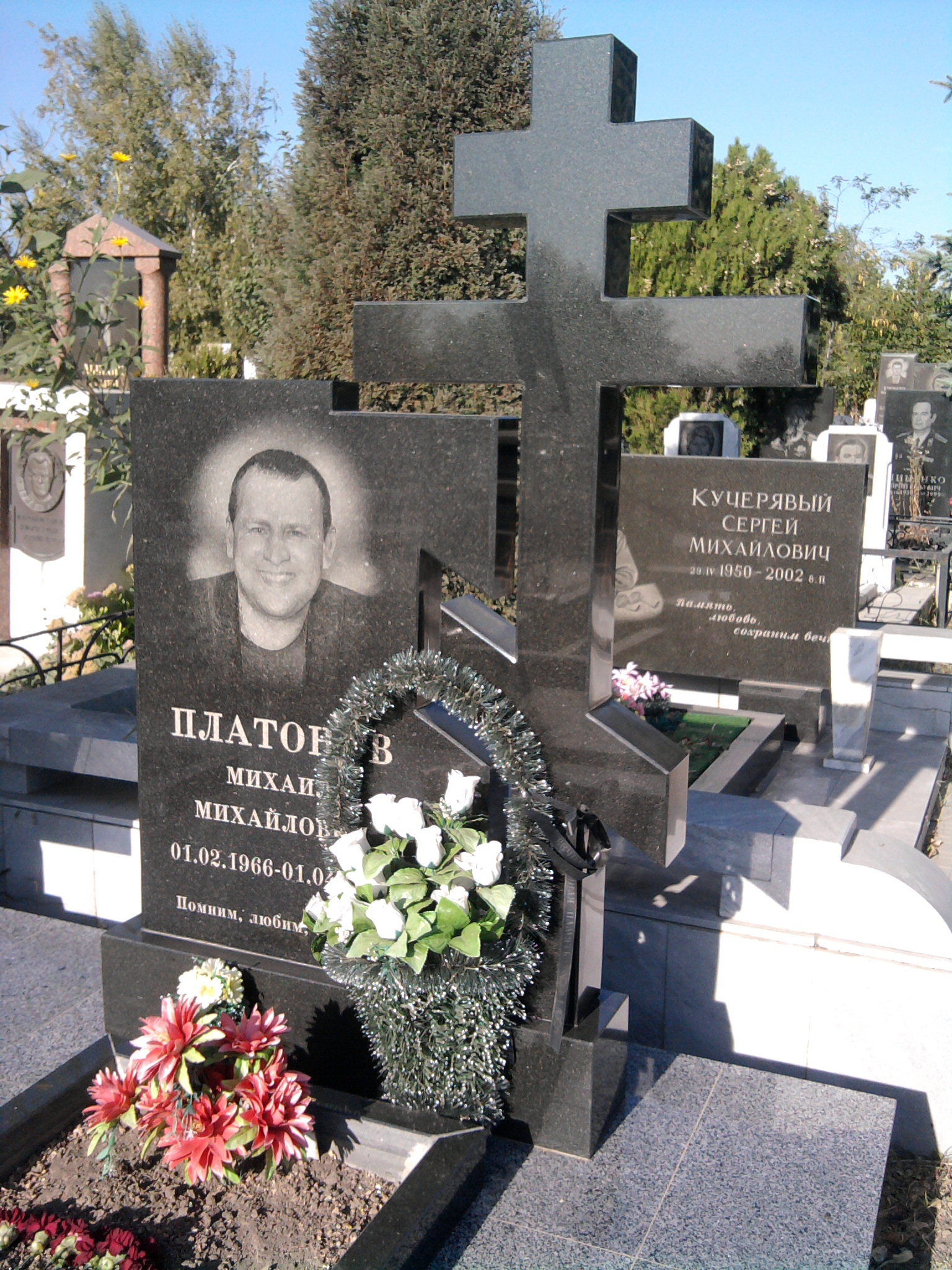
Памятник на могиле Михаила Платонова на Северном кладбище Ростова-на-Дону

В заключении Платонов заболел лейкемией. Родственники пытались изменить ему меру пресечения, но Платонов не был отпущен и умер от лейкемии 1 апреля 2012 года от в ЛИУ-19 в Ростове-на-Дону. Похоронен на ростовском Северном кладбище.

### Семья
- Братья:
  - Кирилл Михайлович Платонов[2].
  - Евгений Михайлович Платонов[2].
- Жена и двое детей[2].